# Marcelo Gallardo
Marcelo Daniel Gallardo (* 18. Januar 1976 in Merlo) ist ein ehemaliger argentinischer Fußballspieler (offensives Mittelfeld) und heutiger -trainer.

## Spielerkarriere

### Verein
Gallardo durchlief die Jugendabteilung von River Plate, bevor er 1992, als 16-Jähriger, sein Debüt in der 1. Mannschaft gab. Schnell entwickelte er sich zum Stammspieler und Leistungsträger des Teams, mit dem er dreimal die Apertura (1993, 1994, 1996), einmal die Clausura (1997) und die Copa Libertadores gewann (1996).
1999 erfolgte der Wechsel nach Europa, zum französischen Spitzenclub AS Monaco. Er spielte eine starke erste Saison (28 Spiele, 8 Tore) und bildete gemeinsam mit Ludovic Giuly eines der stärksten Mittelfeldduos der Ligue 1.
Gekrönt wurde die Saison mit dem Meistertitel und dem Gewinn des Supercups (Trophée des Champions) im Sommer 2000. Gallardo erhielt zudem die Étoile d’Or als beständigster Spieler der französischen Liga.
Mit dem neuen Trainer Didier Deschamps begann der Stern Gallardos zu sinken, als er sich immer häufiger auf der Ersatzbank wiederfand und nicht mehr an seine Leistungen anknüpfen konnte. 2003 kehrte er enttäuscht nach Argentinien zurück.
Bei River Plate verbesserten sich seine Leistungen wieder und man konnte 2004 abermals die Clausura gewinnen. Im Januar 2007 nahm Gallardo nochmals die Herausforderung an, im Ausland zu spielen; er unterschrieb einen Zweijahresvertrag bei Paris Saint-Germain.
Im Januar 2008 wechselte er in die Major League Soccer zu D.C. United. Anfang 2009 kehrte er zu River Plate zurück und blieb dort bis 2010. Anschließend wechselte er zu Nacional Montevideo, ehe er dort 2011 seine aktive Spielerkarriere beendete.

### Nationalmannschaft
Von 1994 bis 2002 war Gallardo argentinischer Nationalspieler. Er gewann 1996 bei den Olympischen Sommerspielen in Atlanta die Silbermedaille und nahm an den Fußball-Weltmeisterschaften 1998 in Frankreich und 2002 in Japan/Südkorea teil. In 43 Spielen erzielte er 14 Tore.

## Trainerlaufbahn
Nach Beendigung seiner aktiven Karriere als Spieler ist Gallardo nunmehr als Trainer tätig. Ab Juni 2011 trainierte er Nacional Montevideo und gewann mit den Bolsos den uruguayischen Meistertitel der Saison 2011/12. Im Juli 2012 verließ er den Verein. Von Juni 2014 bis 2022 hatte er das Traineramt bei River Plate in Buenos Aires inne. Nach der Saison 2022 verließ er den Verein.
Ab Mitte November 2023 stand er für den saudi-arabischen Klub al-Ittihad an der Seitenlinie. Er gewann 15 seiner 33 Spiele in der saudischen Profiliga, wurde aber am Ende der Saison 2023/24 entlassen.
Am 5. August 2024 unterzeichnete Gallardo beim CA River Plate. Er übernahm das Traineramt und ersetzte damit seinen eigenen Nachfolger Martin Demichelis. Gallardo trainierte bereits zwischen 2014 und 2022 in mehr als 400 Spielen und gewann 13 Titel, darunter zweimal die Copa Libertadores.

## Erfolge

### Als Spieler (unvollständig)
- Ligue-1-Spieler des Jahres: 2000

### Als Trainer
Mit Nacional Montevideo
- Uruguayischer Meister: 2012

Mit River Plate
- Copa Libertadores: 2015, 2018
- Copa Sudamericana: 2014
- Recopa Sudamericana: 2015, 2016, 2019
- Copa Suruga Bank: 2015
- Copa Argentina: 2016, 2017
- Supercopa Argentina: 2017